# Mothra
Mothra (モスラ Mosura) là một kaiju, quái vật khổng lồ hư cấu của Nhật Bản, lần đầu tiên xuất hiện với tư cách là nhân vật chính trong bộ phim Mothra năm 1961 của Honda Ishirō, do hãng phim Toho sản xuất và phân phối. Mothra đã xuất hiện trong một số bộ phim tokusatsu của Toho, thường xuyên nhất là trong vai trò nhân vật định kỳ của loạt phim Godzilla. Nó thường được miêu tả là một ấu trùng có tri giác khổng lồ (sâu bướm), thường đi kèm với hai hình nhân phụ nữ tí hon nói thay cho nó. Không giống như những quái vật khác của Toho, Mothra là một nhân vật anh hùng, được miêu tả rất đa dạng như người bảo vệ nền văn hóa trên hòn đảo của mình, Trái Đất và Nhật Bản. Thiết kế của Mothra chịu ảnh hưởng nhiều bởi những con bướm công châu Âu và những con bướm khổng lồ thuộc họ Ngài hoàng đế. Nhân vật này thường được miêu tả là những đứa con nở ra từ trứng (trong một số trường hợp là cặp song sinh) khi nó cận kề cái chết, tương đồng với học thuyết Saṃsāra của nhiều tôn giáo Ấn Độ.
Mặc dù Mothra thường được miêu tả là giống cái, các cá thể giống đực cùng loài với nó cũng đã được giới thiệu trong các bộ phim khác của Toho, bao gồm Mothra Leo trong bộ ba phim Rebirth of Mothra và một ấu trùng Mothra giống đực xuất hiện cùng với chị em sinh đôi khác trứng của mình trong Godzilla: Tokyo S.O.S..
Mothra là một trong những quái vật nổi tiếng nhất của Toho và chỉ đứng sau Godzilla về tổng số lần xuất hiện trong các bộ phim. Các cuộc thăm dò được thực hiện vào đầu những năm 1990 chỉ ra rằng Mothra đặc biệt nổi tiếng đối với phụ nữ, nhóm đối tượng chiếm tỉ lệ lớn nhất trong số những khán giả đi xem phim của Nhật Bản vào thời điểm đó. Thực tế trên đã thúc đẩy việc Toho sản xuất bộ phim Godzilla vs. Mothra vào năm 1992, bộ phim có số người xem đông nhất của Toho kể từ sau King Kong vs. Godzilla. Năm 2014, IGN đã xếp Mothra ở vị trí thứ 3 trong danh sách "10 quái vật hàng đầu trong điện ảnh Nhật Bản", trong khi Complex liệt kê nhân vật này ở vị trí thứ 7 trong danh sách "15 quái vật kaiju xấu nhất mọi thời đại".

## Từ nguyên
Cái tên Mothra (モスラ ,tiếng Nhật là Mosưra) là từ ghép giữa từ tiếng Anh "moth", vì trong tiếng Nhật không có âm "th" như tiếng Anh hay tiếng Việt, âm /th/ được phiên âm như þ gần với âm ス nên được đọc là "Mo-sư-ra" trong tiếng Nhật. Hậu tố "ra"  được gọi như "Hậu của các Quái Thú", đối với Godzilla ("Gojira") được gọi là "Vua của các Quái Thú", vốn dĩ có nguồn gốc từ tên kujira (鯨, kình) nghĩa là cá voi, ám chỉ kích thước khổng lồ của quái vật.

## Xuất hiện

### Phim điện ảnh
- Mothra (1961)
- Mothra vs. Godzilla (1964)
- Ghidorah, the Three-Headed Monster (1964)
- Ebirah, Horror of the Deep (1966)
- Destroy All Monsters (1968)
- Godzilla vs. Mothra (1992)
- Godzilla vs. SpaceGodzilla (1994)
- Rebirth of Mothra (1996) (vai Mothra Leo)
- Rebirth of Mothra II (1997) (vai Mothra Leo)
- Rebirth of Mothra III (1998) (vai Mothra Leo)
- Godzilla, Mothra and King Ghidorah: Giant Monsters All-Out Attack (2001)
- Godzilla: Tokyo S.O.S. (2003)
- Godzilla: Final Wars (2004)
- Godzilla: The Planet Eater (2018)
- Godzilla: King of the Monsters (2019)

### Phim truyền hình
- Godzilla Island (1997–1998)
- The Simpsons (1989–nay)
- Sonic X (2003–2005)

### Trò chơi điện tử
- Godzilla: Monster of Monsters (NES – 1988)
- Godzilla 2: War of the Monsters (NES – 1991)
- Kaijū-ō Godzilla / King of the Monsters, Godzilla (Game Boy – 1993)
- Godzilla: Monster War / Godzilla: Destroy All Monsters (Super Famicom – 1994)
- Godzilla Giant Monster March (Game Gear – 1995)
- Godzilla Trading Battle (PlayStation – 1998)
- Godzilla Generations: Maximum Impact (Dreamcast – 1999)
- Godzilla: Destroy All Monsters Melee (GCN, Xbox – 2002/2003)
- Godzilla: Domination! (GBA – 2002)
- Godzilla: Save the Earth (Xbox, PS2 – 2004)
- World of Warcraft (PC – 2004) (tham khảo)
- Godzilla: Unleashed (Wii – 2007)
- Godzilla Unleashed: Double Smash (NDS – 2007)
- Godzilla: Unleashed (PS2 – 2007)
- Terraria (PC – 2012) (tham khảo)
- Godzilla (PS3 – 2014, PS4 – 2015)
- City Shrouded in Shadow (PS4 – 2017)
- Godzilla Defense Force (2019)

### Truyện tranh và tiểu thuyết
- Godzilla 2000 (1996)
- Godzilla at World's End (1998)
- The Luminous Fairies and Mothra (tiểu thuyết đăng định kỳ)
- Godzilla: Kingdom of Monsters (truyện tranh – 2011-2012)
- Godzilla: Gangsters and Goliaths (truyện tranh – 2011)
- Godzilla: Legends (truyện tranh – 2011-2012)
- Godzilla (truyện tranh – 2012)
- Godzilla: The Half-Century War (truyện tranh – 2012-2013)
- Godzilla: Rulers of Earth (truyện tranh – 2013-2015)
- Godzilla: Cataclysm (truyện tranh – 2014)
- Godzilla: Oblivion (truyện tranh – 2016)
- Godzilla: Rage Across Time (truyện tranh – 2016)
- Godzilla: Project Mechagodzilla (tiểu thuyết – 2018)

### Khác
- Mothra của Anvil (Metal on Metal, 1982)